# Hanna Reitsch
Hanna Reitsch (Hirschberg, Silésia, 29 de março de 1912 – Frankfurt am Main, 24 de agosto de 1979) foi uma piloto de testes da Alemanha.

## Biografia
Hanna Reitsch era filha de um oftalmologista e estava estudando para se tornar médica, quando em 1932 resolveu se tornar piloto de testes.
Na década de 1930 destacou-se por bater diversos recordes, entre eles o de ser a primeira mulher a cruzar os Alpes em um planador. Muitos destes recordes duram até hoje. Em 1934 esteve no Brasil com pilotos alemães (era a única mulher no grupo), participando de competições e exibições aéreas.
A 17 de fevereiro de 1934 Hanna Reitsch realizou um voo de planador de 2200 metros sobre a cidade do Rio de Janeiro, estabelecendo o recorde mundial feminino de altitude.
Esteve nos Estados Unidos, Portugal, Finlândia e numa expedição à Líbia em 1939 com o professor Walter Georgii (que auxiliou no desenvolvimento do voo esportivo de planadores com seus conhecimentos de meteorologia).
Participou da Segunda Guerra Mundial como piloto testando os aviões da Luftwaffe, dentre eles os mais avançados. Foi ferida três vezes, acidentando-se em voos. Ficou famosa no mundo inteiro quando conseguiu no dia 25 de abril de 1945, nos últimos dias da guerra, quando tudo já estava perdido para os militares alemães, e já não existiam aeronaves regulares na Alemanha, pousar em Berlim, apesar do cerco efetuado pelos soviéticos. Ela conseguiu a façanha com um Fieseler "Storch" (Cegonha, considerada a primeira aeronave no conceito STOL), apesar dos milhares de canhões dos russos, que atiravam nela. Já que todos os aeroportos estavam nas mãos dos russos, ela aterrissou na avenida em frente do portão de Brandenburgo, no centro de Berlim, e a foto sensacional foi publicada no mundo inteiro. Foi mandada para Berlim para salvar o ditador Adolf Hitler, mas este, completamente preso em suas fantasias, acreditou ainda na vitória e se recusou a partir. Foi uma das últimas visitantes do bunker de Hitler (Führerbunker), durante a invasão de Berlim pelo exército soviético. Em lugar de Hitler o ministro Albert Speer saiu com ela de Berlim.
Retornou ao Brasil em 1952, ocasião em que fez palestras e conheceu o CTA.
Entre as aeronaves pilotadas por Hanna Reitsch, destacam-se também:
- O planador DFS Habicht
- Junkers Ju 87 Stuka
- Dornier Do 17
- Focke-Wulf Fw 61, o primeiro helicóptero totalmente controlável
- Messerschmitt Me 163 Komet, um caça com motor de foguete

Hanna Reitsch faleceu de ataque cardíaco em 24 de agosto de 1979 aos 67 anos, na cidade de Frankfurt.

## Galeria

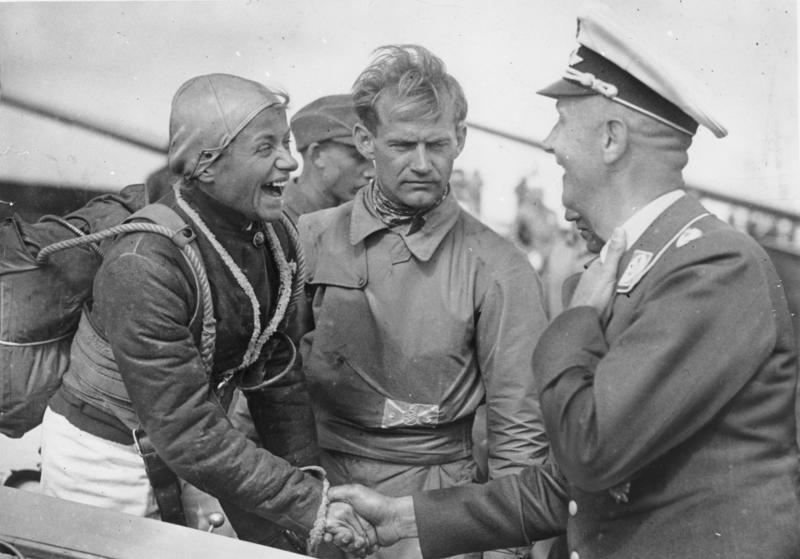
Em 1936.
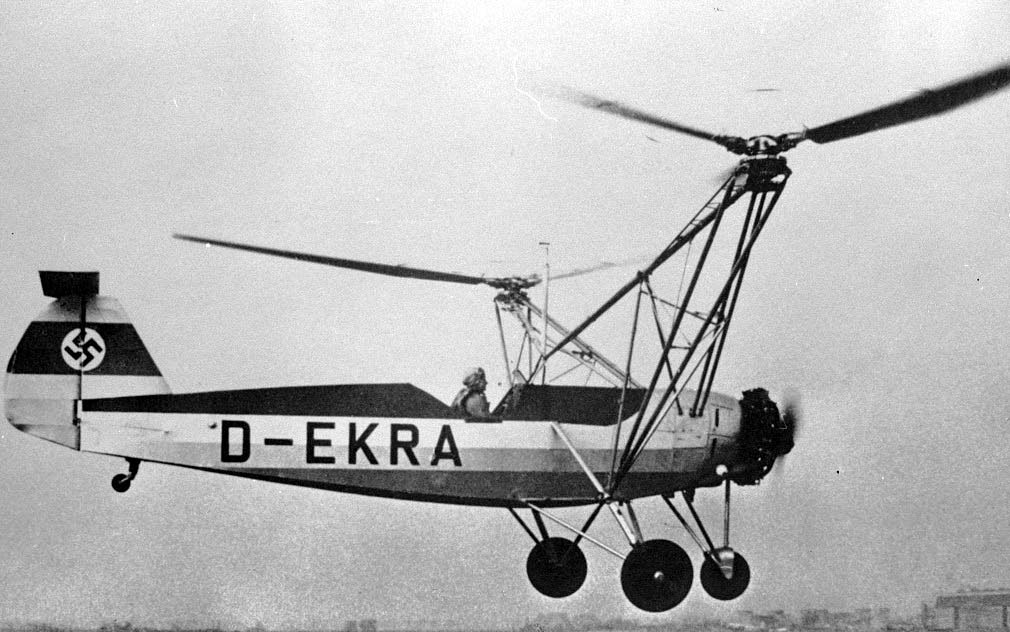
Pilotando o helicóptero Focke-Wulf Fw 61.
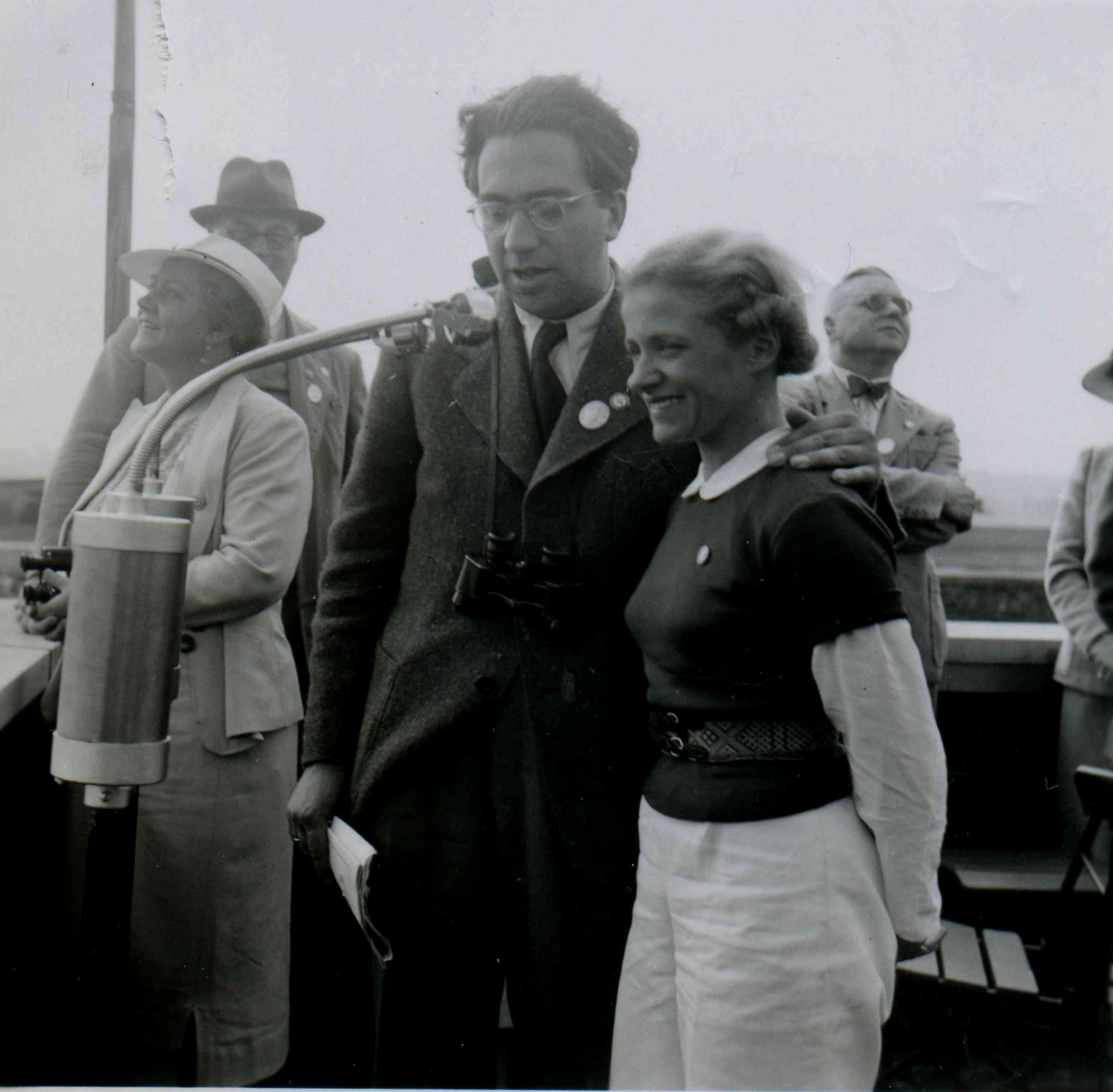
Ao lado de Erich Bachem (centro) em 1938.

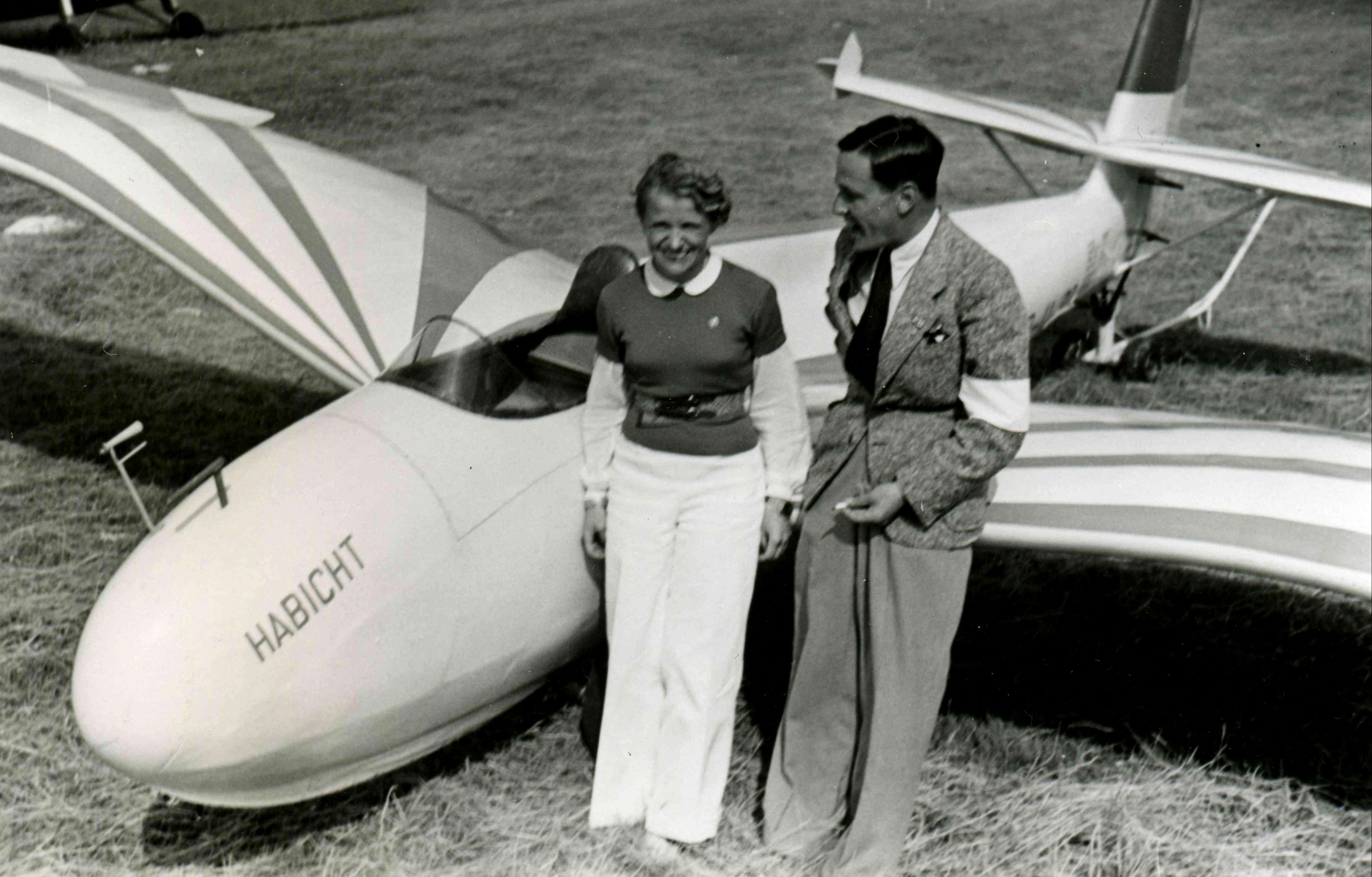
Posando junto a um planador DFS Habicht.
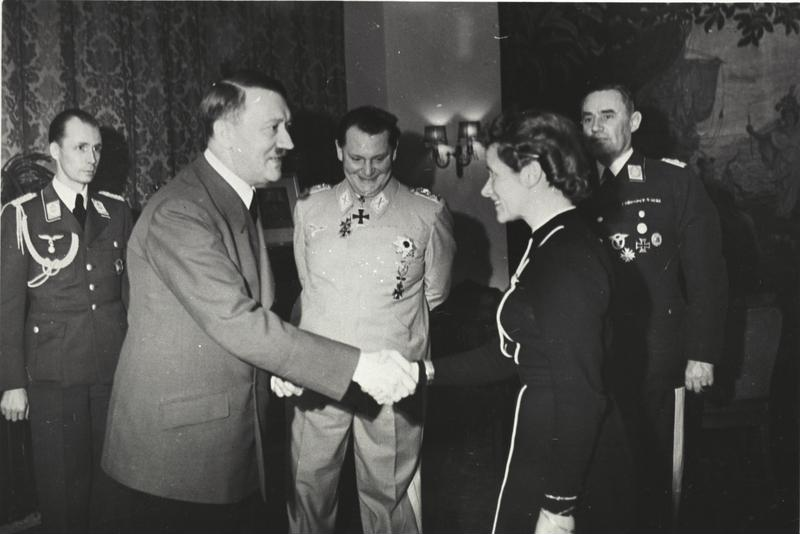
Adolf Hitler (no centro Hermann Göring) condecorando Hanna Reitsch com a Cruz de Ferro de 2ª classe.
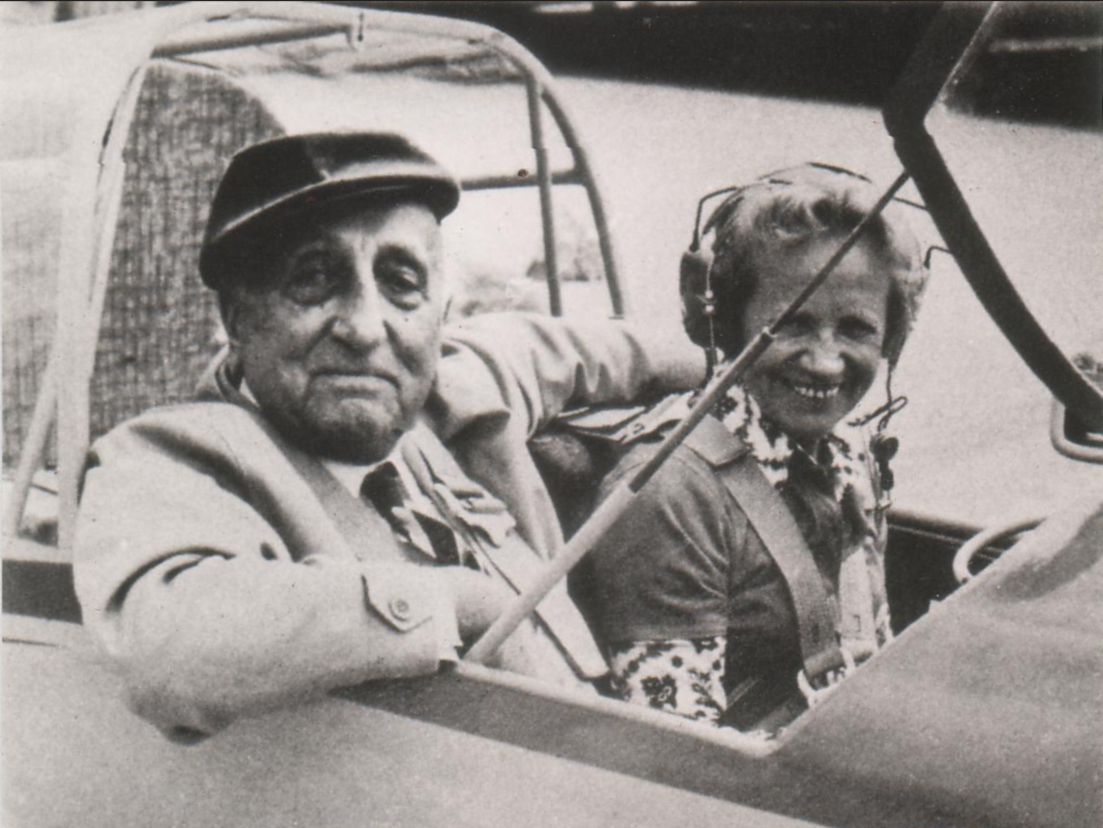
Com o cineasta Karl Ritter (1968).